# محمد القنودی
محمد القنودی (انگلیسی: Mohamed Al Ghanodi؛ زاده ۲۲ نوامبر ۱۹۹۲) یک بازیکن فوتبال اهل لیبی است.
وی همچنین در تیم ملی فوتبال لیبی بازی کرده است.